# Papilio diazi
Papilio diazi is een vlinder uit de familie van de pages (Papilionidae). De wetenschappelijke naam van de soort is voor het eerst geldig gepubliceerd in 1975 door Tommaso Racheli & Valerio Sbordoni. Dit taxon wordt wel beschouwd als een kruising tussen Papilio menatius subsp. morelius × Papilio garamas subsp. garamas (vergelijk Papilio cephalus).